# Allocosa parvivulva
Allocosa parvivulva este o specie de păianjeni din genul Allocosa, familia Lycosidae. A fost descrisă pentru prima dată de Lawrence în anul 1927.
Este endemică în Namibia. Conform Catalogue of Life specia Allocosa parvivulva nu are subspecii cunoscute.